# Nomenclatura orgànica
La nomenclatura dels compostos orgànics és complexa i menys sistemàtica que la inorgànica atesa la major complexitat dels compostos i l'existència de molts noms tradicionals no sistemàtics (provinents de la seva participació en el món biològic). En els casos més generals, la nomenclatura sistemàtica utilitzada per la IUPAC es basa en la indicació dels grups funcionals enganxats a una cadena principal. En aquests casos, en tal d'anomenar correctament la majoria de compostos orgànics es poden seguir els següents passos:
1. Observar tots els grups funcionals i localitzar aquell o aquells principals (segons l'ordre d'importància dels grups funcionals establert)
2. Considerar la cadena d'àtoms de carboni més llarga que inclogui els grups principals (localitzats en el pas anterior). Aquesta serà la cadena principal.

Si hi ha dues o més cadenes possibles d'igual longitud s'ha de triar aquella que presenti les cadenes laterals més senzilles.
1. Numerar els àtoms de la cadena principal de manera que el nombre corresponent al grup principal sigui el més petit possible. En cas d'haver-hi dues possibilitats es tria aquella en què la suma dels nombres corresponents a tots els grups presents sigui menor.
2. Anomenar cada grup funcional o cadena lateral utilitzant el nombre de l'àtom de carboni on s'enganxa a la cadena principal, un guió i la forma indicada com a prefix aquí. Si un grup està present diverses vegades al seu nom s'afegeix el prefix grec corresponent (di, tri, tetra, penta, hexa…) i es posen els nombres corresponent a totes les posicions separats per comes.

A l'hora d'escriure el nom se segueix el següent ordre:
1. Els grups funcionals i cadenes literals ordenats per ordre alfabètic, el prefix grec usat si hi ha més d'un no es té en compte a l'hora d'establir l'ordre.
2. El nombre d'àtoms de carboni presents en la cadena principal seguint l'equivalència: 1:met, 2:et, 3:prop, 4:but, 5:pent, i seguint amb els prefixos numerals grecs.
3. Els enllaços dobles indicats com a «-en-» (o «-é»). El nombre del primer àtom dels dos que uneixen s'indica abans del nom de la cadena principal (part d'abans). Si escau indicar més d'un doble enllaç s'utilitza la mateixa forma que en els grups i cadenes laterals.
4. Els enllaços triples indicats amb el sufix "-in-" (o "-í"). El nombre del primer àtom dels dos que uneixen s'indica després de "-en-" o (si no hi ha dobles enllaços)abans del nom de la cadena principal (part d'abans). Si escau indicar més d'un enllaç s'utilitza la mateixa forma que en els grups i cadenes laterals.
5. El grup principal indicat amb la forma donada com a súfix aquí. La posició del grup, si cal, es col·loca tot just abans del sufix (si hi ha enllaços múltiples) o davant del prefix corresponent a la cadena principal

Els nombres per indicar les posicions només s'indiquen quan és necessari. Per tant, no caldrà especificar el 2 en la 2-butanona, atès que una cetona no pot estar mai en la posició terminal i les dues altres posicions són equivalents; així doncs s'anomena butanona
Els èters no segueixen l'esquema proposat abans sinó que s'anomenen les cadenes carbonades com a cadenes laterals o radicals i s'afegeix "èter" al final.
El grup nitro, els halògens i les cadenes carbonades laterals no són mai el grup principal
Respecte al grup nitril, cal tenir en compte que quan és el grup principal es compta el seu carboni a l'hora d'anomenar la cadena principal. Quan s'utilitza en nom com a prefix, però, el nom ciano ja té en compte el carboni unit al nitrogen pel triple enllaç i no cal esmentar-lo a part. El mateix passa amb els àcids carboxílics quan fem servir el prefix carboxi-